# سیارک ۵۲۶۶۵
سیارک ۵۲۶۶۵ (به انگلیسی: 52665 Brianmay، نامگذاری:1998BM30) پنجاه و دو هزار و ششصد و شصت و پنجمین سیارک کشف شده‌است که در ۳۰ ژانویه ۱۹۹۸ کشف شد. این سیارک به افتخار برایان می، گیتاریست گروه راک کوئین نامگذاری شده‌است.